# Goya a la millor pel·lícula europea
El Premi Goya a la millor pel·lícula europea és un dels 28 premis Goya que s'otorguen anualment. És concedit des de la setena edició, l'any 1992.

## Nominats i guanyadors

### Dècada del 2020
| Guanyador             | Candidats                                          | |                     |
| XXXIX edició - 2025   | XXXIX edició - 2025                                | XXXIX edició - 2025 | XXXIX edició - 2025 |
| --------------------- | -------------------------------------------------- | --- | ------------------- |
|                       |                                                    | - El comte de Montecristo - Mathieu Delaporte i Alexandre de La Patellière - Emilia Pérez – Jacques Audiard - Straume - Gints Zilbalodis - La Chimera - Alice Rohrwacher - La zona d'interès – Jonathan Glazer    |                     |
| XXXVIII edició - 2024 |                                                    | |                     |
|                       | Anatomie d'une chute de Justine Triet (França)     | - Aftersun (de Charlotte Wells) Regne Unit - Le otto montagne (de Charlotte Vandermeersch y Felix Van Groeningen) Itàlia - Sigurno mjesto (de Juraj Lerotic) Croàcia - Das Lehrerzimmer (de Ilker Çatak) Alemanya |                     |
| XXXVII edició - 2023  |                                                    | |                     |
|                       | Verdens verste menneske de Joachim Trier (Noruega) | - Belfast, de Kenneth Branagh (Regne Unit) - È stata la mano di Dio, de Paolo Sorrentino (Itàlia) - Illusions perdues, de Xavier Giannoli (França) - Un monde, de Laura Wandel (Bèlgica)                          |                     |
| XXXVI edició - 2022   |                                                    | |                     |
|                       | Una altra ronda de Thomas Vinterberg (Dinamarca)   | - Adieu les cons, d'Albert Dupontel (França) - Ich bin dein Mensch, de Maria Schrader (Alemanya) - Promising Young Woman, d'Emerald Fennell (Regne Unit)                                                          |                     |
| XXXV edició - 2021    |                                                    | |                     |
|                       | El pare de Florian Zeller (Regne Unit)             | - Boże Ciało, de Jan Komasa (Polònia) - J'accuse, de Roman Polanski (França) - Falling, de Viggo Mortensen (Regne Unit)                                                                                           |                     |
| XXXIV edició - 2020   |                                                    | |                     |
|                       | Les Misérables de Ladj Ly (França)                 | - Border, d'Ali Abbasi (Suècia) - Portrait de la jeune fille en feu, de Céline Sciamma (França) - Yesterday, de Danny Boyle (Regne Unit)                                                                          |                     |

### Dècada del 2010
| Guanyador            | Candidats                                                | |
| XXXIII edició - 2019 | XXXIII edició - 2019                                     | XXXIII edició - 2019 |
| -------------------- | -------------------------------------------------------- | --- |
|                      | Cold War de Paweł Pawlikowski (Polònia)                  | - Phantom Thread, de Paul Thomas Anderson (Estats Units) - Girl, de Lukas Dhont (Bèlgica) - The Party, de Sally Potter (Regne Unit)                                                                                                   |
| XXXII edició - 2018  |                                                          | |
|                      | The Square de Ruben Östlund (Suècia)                     | - Le Sens de la fête, d'Éric Toledano, Olivier Nakache (Regne Unit) - Lady Macbeth, de William Oldroyd (Regne Unit) - Toni Erdmann, de Maren Ade (Alemanya)                                                                           |
| XXXI edició - 2017   |                                                          | |
|                      | Elle de Paul Verhoeven (França)                          | - Genius, de Michael Grandage (Regne Unit) - I, Daniel Blake, de Ken Loach (Regne Unit) - Saul fia, de László Nemes (Hongria) |
| XXX edició - 2016    |                                                          | |
|                      | Mustang · de Deniz Gamze Ergüven ( França)               | - Sur le chemin de l'école de Pascal Plisson ( França) - Leviatan d'Andrei Zviàguintsev ( Rússia) - Macbeth de Justin Kurzel ( Regne Unit)                                                                                            |
| XXIX edició - 2015   |                                                          | |
|                      | Ida · de Pawel Pawlikowski ( Polònia)                    | - The Salt of the Earth de Juliano Ribeiro Salgado i Wim Wenders ( Brasil) - Qu'est-ce qu'on a fait au Bon Dieu? de Philippe de Chauveron ( França) - L'avi de 100 anys que es va escapar per la finestra de Felix Herngren ( Suècia) |
| XXVIII edició - 2014 |                                                          | |
|                      | Amour · de Michael Haneke ( Àustria)                     | - La grande bellezza de Paolo Sorrentino ( Itàlia) - La vie d'Adèle de Abdellatif Kechiche ( França) - Jagten de Thomas Vinterberg ( Dinamarca)                                                                                       |
| XXVII edició - 2013  |                                                          | |
|                      | Intocable · de Olivier Nakache i Eric Toledano ( França) | - Shame de Steve McQueen ( Regne Unit) - De rouille et d'os de Jacques Audiard ( França) - Dans la maison de François Ozon ( França)                                                                                                  |
| XXVI edició - 2012   |                                                          | |
|                      | The Artist · de Michel Hazanavicius ( França)            | - Un déu salvatge de Roman Polanski ( França) - Melancholia de Lars von Trier ( Dinamarca) - Jan Eyre de Cary Fukunaga ( Regne Unit)                                                                                                  |
| XXV edició - 2011    |                                                          | |
|                      | El discurs del rei · de Tom Hooper ( Regne Unit)         | - Un profeta de Jacques Audiard ( França) - La cinta blanca de Michael Haneke ( Regne Unit) - L'escriptor de Roman Polanski ( Regne Unit)                                                                                             |
| XXIV edició - 2010   |                                                          | |
|                      | Slumdog Millionaire · de Danny Boyle ( Regne Unit)       | - Bienvenue chez les Ch'tis de Dany Boon ( França) - Entre les murs de Laurent Cantet ( França) - Låt den rätte komma in de Tomas Alfredson ( Suècia)                                                                                 |

### Dècada del 2000
| Guanyador           | Candidats                                                    | |
| XXIII edició - 2009 | XXIII edició - 2009                                          | XXIII edició - 2009 |
| ------------------- | ------------------------------------------------------------ | --- |
|                     | 4 mesos, 3 setmanes i 2 dies · de Cristian Mungiu ( Romania) | - Auf der anderen Seite de Fatih Akin ( Alemanya) - The Boy in the Striped Pyjamas de Mark Herman ( Regne Unit) - The Dark Knight de Christopher Nolan ( Regne Unit)                    |
| XXII edició - 2008  |                                                              | |
|                     | No es concedí                                                | |
| XXI edició - 2007   |                                                              | |
|                     | The Queen · de Stephen Frears ( Regne Unit)                  | - Copying Beethoven de Agnieszka Holland ( Alemanya) - Scoop de Woody Allen ( Regne Unit) - The Wind That Shakes the Barley de Ken Loach ( Irlanda)                                     |
| XX edició - 2006    |                                                              | |
|                     | Match Point · de Woody Allen ( Regne Unit)                   | - Les choristes de Christophe Barratier ( França) - The Constant Gardener de Fernando Meirelles ( Regne Unit) - Der Untergang d'Oliver Hirschbiegel ( Alemanya)                         |
| XIX edició - 2005   |                                                              | |
|                     | Contra la paret · de Fatih Akin ( Alemanya)                  | - Being Julia de István Szabó ( Regne Unit/ Hongria) - Girl with a Pearl Earring de Peter Webber ( Regne Unit) - Monsieur Ibrahim et les fleurs du Coran de François Dupeyron ( França) |
| XVIII edició - 2004 |                                                              | |
|                     | Good bye, Lenin! · de Wolfgang Becker ( Alemanya)            | - Dogville de Lars von Trier ( Dinamarca) - The Dreamers de Bernardo Bertolucci ( Regne Unit/ França/ Itàlia) - La fleur du mal de Claude Chabrol ( França)                             |
| XVII edició - 2003  |                                                              | |
|                     | El pianista · de Roman Polanski ( Regne Unit/ Polònia)       | - Bella Martha de Sandra Nettelbeck ( Alemanya) - Gosford Park de Robert Altman ( Regne Unit) - Italiensk for begyndere de Lone Scherfig ( Dinamarca)                                   |
| XVI edició - 2002   |                                                              | |
|                     | Amélie · de Jean-Pierre Jeunet ( França)                     | - Billy Elliott de Stephen Daldry ( Regne Unit) - Bridget Jones's Diary de Sharon Maguire ( Regne Unit) - Chocolat de Lasse Hallström ( Regne Unit)                                     |
| XV edició - 2001    |                                                              | |
|                     | Dancer in the Dark · de Lars von Trier ( Dinamarca)          | - Chicken Run de Peter Lord i Nick Park ( Regne Unit) - Trolösa de Liv Ullmann ( Suècia) - East Is East de Damien O'Donnell ( Regne Unit)                                               |
| XIV edició - 2000   |                                                              | |
|                     | La vita è bella · de Roberto Benigni ( Itàlia)               | - Crna macka, beli macor d'Emir Kusturica ( França/ Alemanya) - Ça commence aujourd'hui de Bertrand Tavernier ( França) - Le dîner de cons de Francis Veber ( França)                   |

### Dècada del 1990
| Guanyador          | Candidats                                                      | |
| XIII edició - 1999 | XIII edició - 1999                                             | XIII edició - 1999 |
| ------------------ | -------------------------------------------------------------- | --- |
|                    | The Boxer · de Jim Sheridan ( Irlanda/ Estats Units)           | - Abril de Nanni Moretti ( Itàlia/ França) - Marius et Jeannette de Robert Guédiguian ( França) - Vor de Pàvel Txukhrai ( Rússia/ França) |
| XII edició - 1998  |                                                                | |
|                    | The Full Monty · de Peter Cattaneo ( Regne Unit)               | - The English Patient d'Anthony Minghella ( Regne Unit) - Brassed Off de Mark Herman ( Regne Unit)                                        |
| XI edició - 1997   |                                                                | |
|                    | Secrets and Lies · de Mike Leigh ( Regne Unit/ França)         | - To Vlemma tu Odissea de Theodoros Angelopoulos ( Grècia) - Breaking the Waves de Lars von Trier ( Dinamarca)                            |
| X edició - 1996    |                                                                | |
|                    | Lamerica · de Gianni Amelio ( Itàlia)                          | - Carrington de Christopher Hampton ( França/ Regne Unit) - The Madness of King George de Nicholas Hytner ( Regne Unit)                   |
| IX edició - 1995   |                                                                | |
|                    | Café irlandès · de Stephen Frears ( Regne Unit)                | - El que queda del dia de James Ivory ( Regne Unit) - Raining Stones de Ken Loach ( Regne Unit)                                           |
| VIII edició - 1994 |                                                                | |
|                    | Tres colors: Blau · de Krzysztof Kieslowski ( Polònia/ França) | - Els amics de Peter de Kenneth Branagh ( Regne Unit) - Joc de llàgrimes de Neil Jordan ( Regne Unit)                                     |
| VII edició - 1993  |                                                                | |
|                    | Indoxina · de Régis Wargnier ( França)                         | - Agenda oculta de Ken Loach ( Regne Unit) - Riff-Raff de Ken Loach ( Regne Unit)                                                         |

## Nominacions i premis per país
|       | País          | Nominacions | Premis |
| ----- | ------------- | ----------- | ------ |
| 1     | Regne Unit    | 37          | 7      |
| 2     | França        | 28          | 7      |
| 3     | Alemanya      | 9           | 3      |
| 4     | Itàlia        | 5           | 2      |
| 5     | Dinamarca     | 5           | 1      |
| 6     | Irlanda       | 2           | 1      |
| 7     | Polònia       | 2           | 1      |
| 8     | Àustria       | 1           | 1      |
| 9     | Romania       | 1           | 1      |
| 10    | Suècia        | 4           | 0      |
| 11    | Hongria       | 2           | 0      |
| 12    | Rússia        | 2           | 0      |
| 13    | Bèlgica       | 1           | 0      |
| 14    | Grècia        | 1           | 0      |
| 15    | Noruega       | 1           | 0      |
| 16    | Països Baixos | 1           | 0      |
| Total | Total         | 102         | 24     |